# Isabelo Ramírez
Isabelo Ramírez Martín (Tharsis (provincia de Huelva), 18 de septiembre de 1944) es un futbolista español retirado.
Comenzó jugando como amateur en un club de su localidad de nacimiento hasta que cuando realizaba el servicio militar un observador del Recreativo de Huelva recomendó su fichaje al Club. Debutó en Tercera División con el filial recreativista que entonces se denominaba “Recreativo Onubense”. Tras disputar diez partidos subió al primer equipo debutando en Segunda División contra Osasuna. Al final de temporada fue traspasado al Sevilla FC, que lo fichó a pesar de las pretensiones de otros clubes como Real Madrid, Atlético de Madrid o Valencia CF. Al año siguiente fue cedido al Celta de Vigo, para recalar de nuevo en el Sevilla FC, en el Racing de Santander y, finalmente, en el Recreativo de Huelva otra vez. También fue dos veces internacional con la selección española “B”.
Tras su retiro ha dirigido diversos clubes de la provincia de Huelva y al filiar del Recreativo de Huelva. También ha colaborado en diversos programas deportivos de televisiones locales.
- Datos: Q5921001